# 4e demi-brigade algéro-marocaine
Pour les articles homonymes, voir 4e demi-brigade.
La 4e demi-brigade algéro-marocaine (4e DBAM) est une unité militaire française de l'armée d'Afrique. Créée en 1947, elle participe à la guerre d'Indochine. Elle est dissoute fin 1948.

## Historique

### Formation
La 4e demi-brigade algéro-marocaine est constituée en 1947 avec quatre bataillons :
- le 201e bataillon de marche de tirailleurs algériens, ou bataillon de marche du 201e régiment de pionniers nord-africains[2],
- le 205e bataillon de tirailleurs algériens (puis 205e bataillon de marche de tirailleurs algériens, ex-205e bataillon de pionniers nord-africains (BPNA)[2],
- le 217e bataillon de tirailleurs algériens, ex-217e BPNA[2],
- le 214e bataillon de marche de tirailleurs marocains.

Destinée à intervenir à Madagascar, la 4e DBAM rejoint l'Indochine en novembre 1947. Le 205e BMTA reste quatre mois à Madagascar (juillet à novembre 1947 environ) puis rejoint le Tonkin. Le 201e BMTA ne rejoint pas Madagascar mais débarque directement fin 1947 au Tonkin. Le 217e BTA débarque en Cochinchine en octobre-novembre.
Le 16 février 1948, le 201e BMTA devient 21e BTA, le 205e BMTA 23e BTA, le 217e BTA 25e BTA et le 214e BMTM 1er bataillon de marche du 3e régiment de tirailleurs marocains.
La brigade est dissoute le 1er novembre 1948.